# Эккенталь
Эккенталь (нем. Eckental) — община в Германии, в земле Бавария. 
Подчиняется административному округу Средняя Франкония. Входит в состав района Эрланген-Хёхштадт.  Население составляет 14 047 человек (на 31 декабря 2010 года). Занимает площадь 29,71 км².
Община подразделяется на 13 сельских округов.

## География

### Место нахождения
Маркт Эккенталь лежит примерно в 20 км северо-восточнее Нюрнберга и примерно в 20 км восточнее Эрлангена.

## Население
По оценке на 31 декабря 2015 года население общины Эккенталь составляет 14 229 чел. 

| Дата      | 1840 | 1871 | 1900 | 1925 | 1939 | 1950 | 1961 | 1970 | 1987  | 2011  |
| --------- | ---- | ---- | ---- | ---- | ---- | ---- | ---- | ---- | ----- | ----- |
| Население | 3370 | 3282 | 3183 | 3283 | 3606 | 5775 | 6446 | 7363 | 11612 | 13977 |

| Год       | 1960 | 1970 | 1980  | 1990  | 2000  | 2009  | 2010  | 2011  | 2012  | 2013  | 2014  | 2015  |
| --------- | ---- | ---- | ----- | ----- | ----- | ----- | ----- | ----- | ----- | ----- | ----- | ----- |
| Население | 6412 | 7545 | 10627 | 12570 | 14197 | 13976 | 14047 | 13934 | 13956 | 14058 | 14131 | 14229 |